# Ají

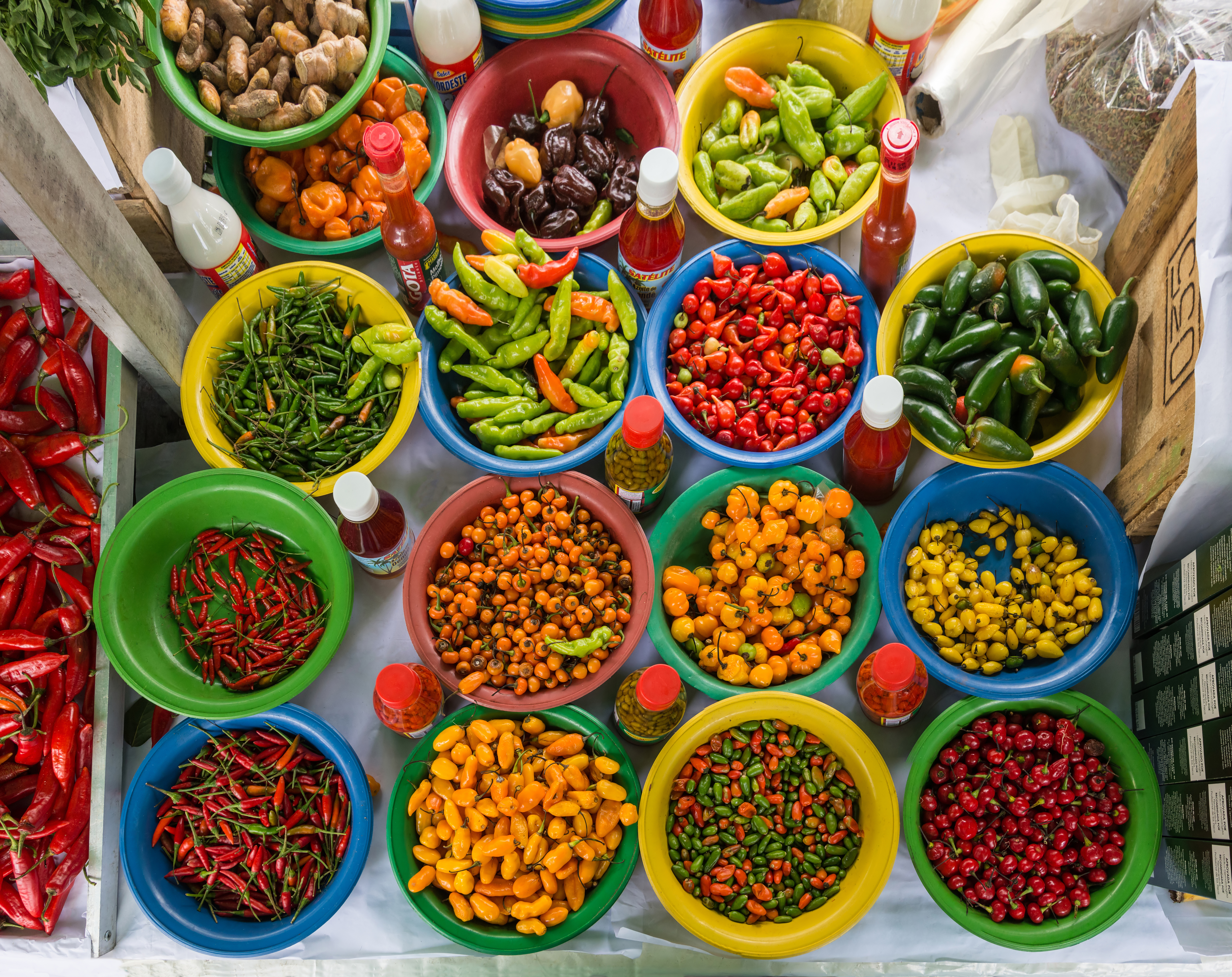
Diferentes tipos de ajíes o chiles en un mercado de calle en São Paulo (Brasil)

El ají (en Sudamérica, las Antillas y Panamá), chile (en Centroamérica, México, y  Filipinas) o guindilla (en España) es el fruto de las plantas del género Capsicum, de la familia de las solanáceas, considerado comestible y de sabor picante a diferencia del pimiento dulce. Es un alimento originario del continente americano, existiendo simultáneamente en Norteamérica, Centroamérica y Sudamérica (en el Altiplano andino, entre Perú y Bolivia). Después del intercambio colombino, muchos cultivares se extendieron por el mundo, y se usaron tanto en la gastronomía como en la medicina tradicional.
En 2014 la producción mundial de ají alcanzó 32 300 000 (treinta y dos millones trescientas mil) toneladas de ajíes verdes y 3 800 000 (tres millones ochocientas mil) toneladas de chiles secos. China es el mayor productor mundial de ajíes verdes, produciendo el 50 % de la producción mundial.

## Terminología

Nombres en español para el fruto picante de Capsicum, por países.

«Ají» proviene del taíno haxí. Debido a la limitada documentación del taíno, se desconoce con exactitud el origen etimológico de esta palabra. El taíno fue una lengua arahuaca hablada en las actuales Antillas mayores.
«Chile» proviene del náhuatl chīlli (/ˈt͡ʃiːlli/ⓘ). En las lenguas nahuas, la raíz chīl- está relacionada con el color rojo, y a ello se suma el sufijo diminutivo -lli, que es un formador común de sustantivos en náhuatl. Ergo, ‘rojito’, en clara alusión al color característico de muchas variedades de chiles maduros.
En algunos países, el ají o chile se conoce como pico picante o chile picante para distinguirlo de su contraparte no-picante, llamada pimiento dulce o chile dulce, en algunos lugares de Hispanoamérica, pimiento, pimentón o pimiento morrón. El ají o chile recibe diversos nombres en varias lenguas originarias de América, uchu o utsu en quechua, wayk'a en aimara, trapi en mapudungun, iik en maya yucateco y quekchí, o nymqua en muisca.

## Historia
El ají fue parte de la dieta humana en América desde hace unos 7500 años. En concreto, estudios genéticos ubican su origen en lo que hoy es Perú y Bolivia  Hipótesis han sugerido que estos se domesticaron en Mesoamérica, en la región que se extiende al sur de Puebla y al norte de Oaxaca hasta el sureste de Veracruz.

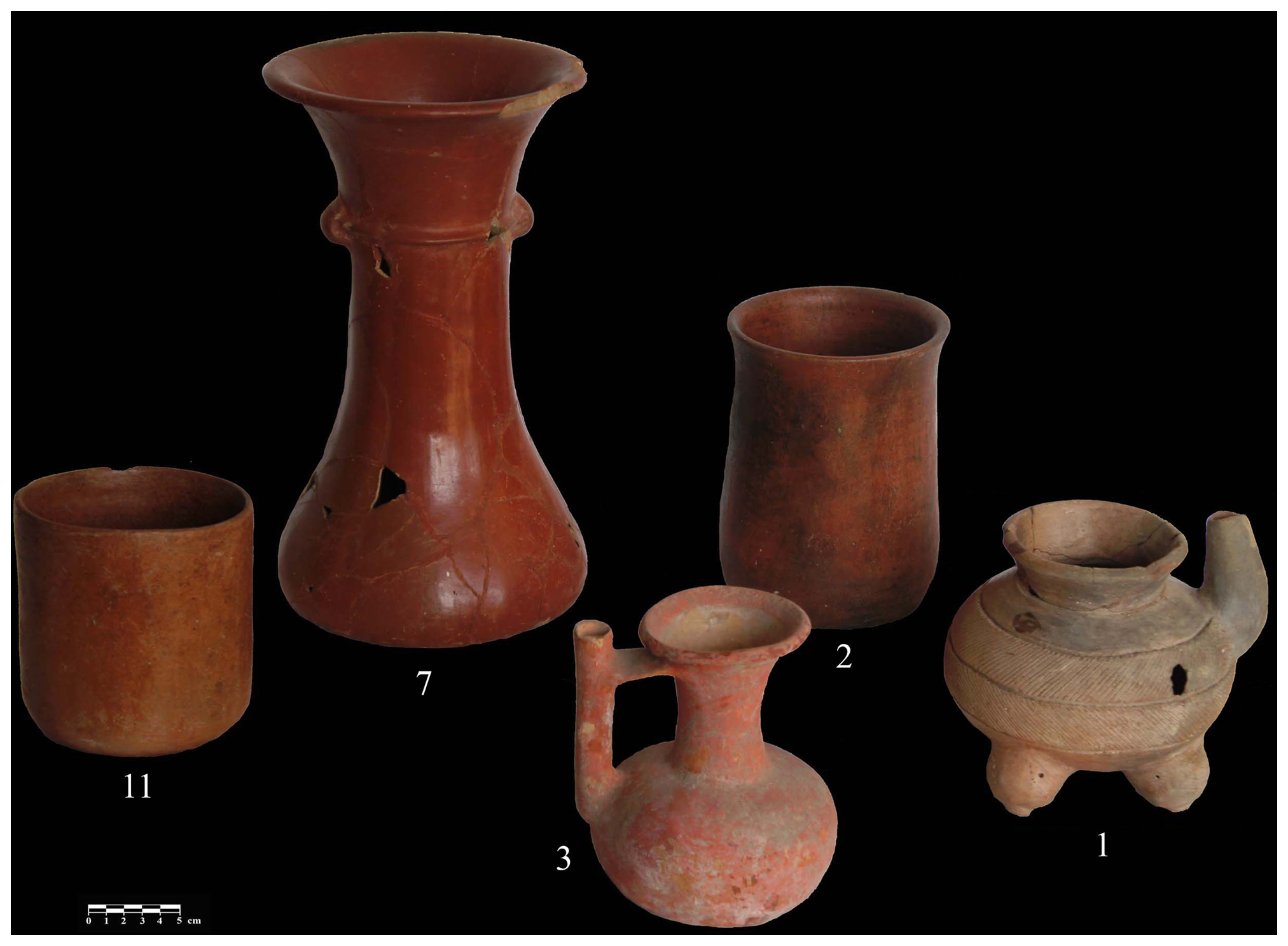
Cerámica que dio positivo para Capsicum sp. Los residuos excavados en Chiapa de Corzo en el sur de México datan del Preclásico Medio a Tardío (400 a. C. a 300 d. C.).

A diferencia de otras plantas comestibles provenientes de América, que tardaron décadas en ser aceptadas por los europeos, los ajíes o chiles rápidamente se difundieron por el mundo tras su introducción en España por Colón en 1493.
El ají o chile se integró en la cocina española y del resto de Europa (especialmente la italiana), en gran medida en la preparación de embutidos, ya que, según crónicas del siglo XV, antes solo usaban pimientas y vinagre para conservar los salchichones que se elaboran en diversas regiones y países. En España, se denomina pimiento a las variedades que no producen ardor, y guindilla, a las picantes.
Durante los siguientes doscientos años, su uso revolucionaría la gastronomía de los pueblos mediterráneos, transformando también la cocina de China, India e Indonesia. Tal fue su aclimatación, que en muchos sitios de África y de la India se cree que las plantas son originarias de esas regiones.
Al parecer, los procesos culinarios no eliminan todos los rastros de los pimientos, por lo que los recipientes en los que se cocieron chiles o ajíes permitieron determinar el origen de este condimento.

## Especies y cultivares

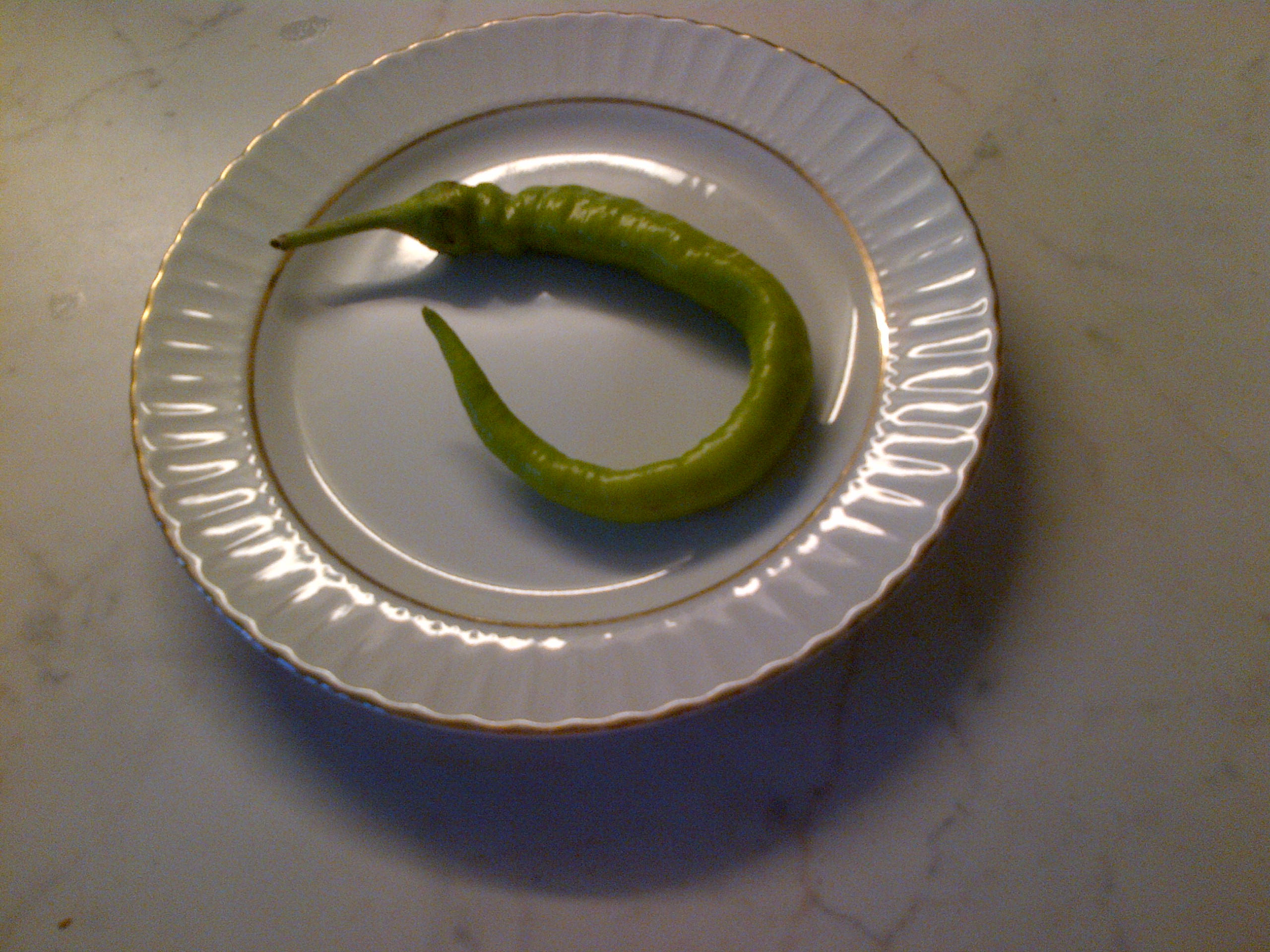
Un sivri biber (un pimiento parecido a la «piparra») verde turco

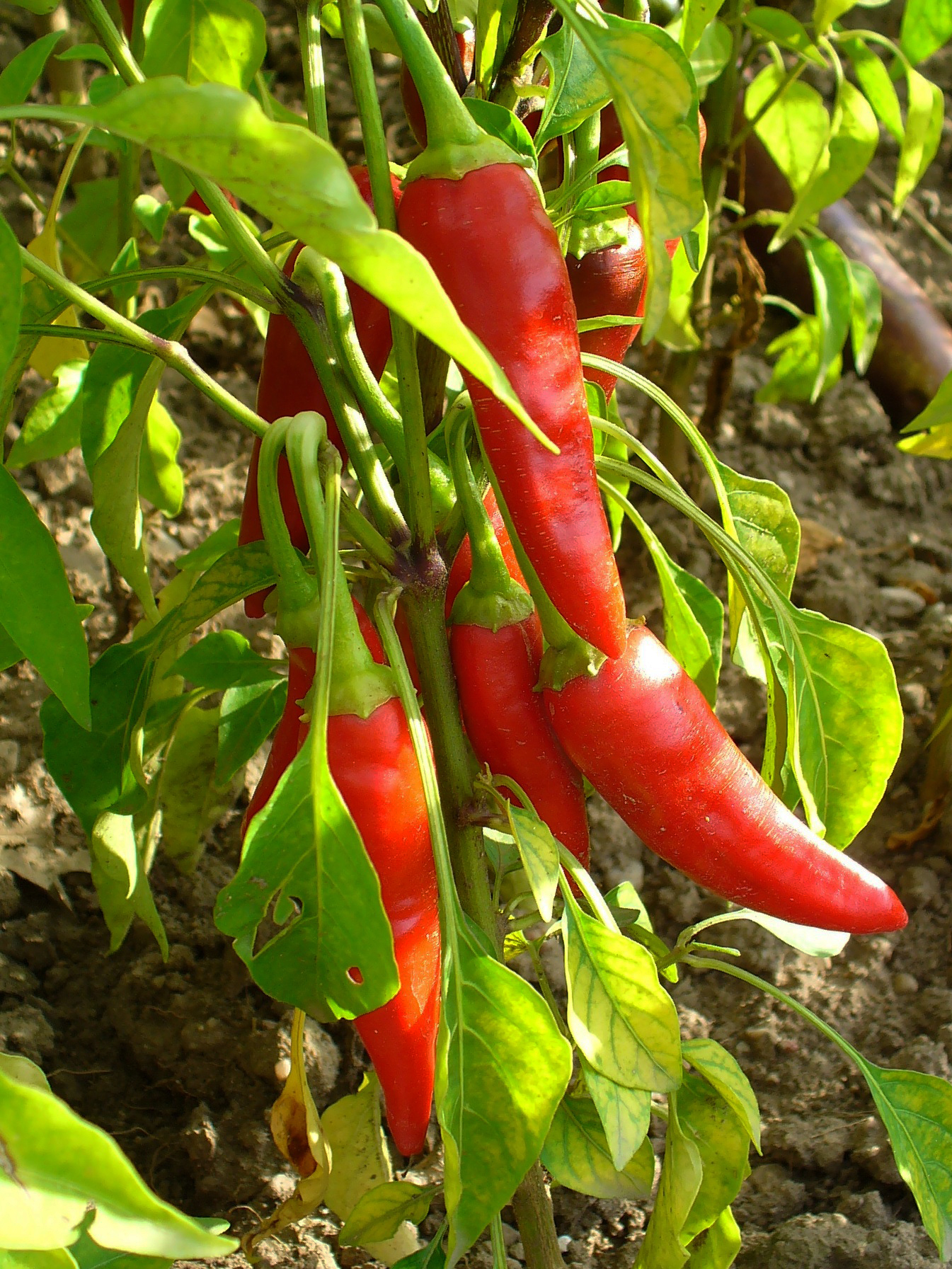
Pimiento de Cayena

Las especies comunes y cultivadas de chiles o ajíes son:
- Capsicum annuum, que incluye muchas cultivares comunes como el pimiento de Cayena, el chile de árbol, el chiltepín, el húngaro de cera, el jalapeño y el morrón.
- Capsicum baccatum, que incluye el ají escabeche o ají amarillo peruano.
- Capsicum chacoense, ají de la cuenca del Río de la Plata.
- Capsicum chinense, que incluye los ajíes más picantes, como el bonete escocés, el dátil, el habanero y el naga jolokia.
- Capsicum frutescens, que incluye la malagueta, el ojo de pájaro y el tabasco. Esta especie es actualmente considerada un sinónimo, o sea, un simple cultivar de C. annuum.[14]
- Capsicum pubescens, que incluye los rocotos peruanos y el chile manzano cultivado en México.

Aunque solamente hay unas pocas especies usadas comúnmente, existen muchos otros cultivares y métodos de preparación de ajíes o chiles con una multitud de nombres locales diferentes según sus usos culinarios, sus formas, colores, grados de picante, etc. Por ejemplo, los morrones verdes y rojos son el mismo cultivar de C. annuum, siendo la variedad verde los frutos inmaduros. En la misma especie están el Ánaheim, el colorado, el jalapeño, el poblano (que después del secado da lugar a chiles anchos o mulatos, dependiendo de su carga genética), el serrano y otros innumerables cultivares.

## Pungencia
El fruto de la mayoría de las variedades de ajíes o chiles picantes contiene altos porcentajes de capsaicina (8-metil-N-vanillil-6-nonenamida, C18H27NO3) y otros compuestos similares, colectivamente llamados capsaicinoides, mientras que las variedades no picantes carecen de ellos. Cuando se consumen, los capsaicinoides son detectados por los receptores de dolor de la boca y la garganta que son responsables de la sensación de calor. Una vez han sido activados, estos receptores envían al cerebro el mensaje de que se está consumiendo algo caliente. El cerebro responde a esta sensación de calor elevando el pulso cardíaco, incrementando la sudoración y liberando endorfinas. Un estudio del 2008 halló que la capsaicina altera la forma en que las células del cuerpo usan la energía producida por la hidrólisis del ATP. En la hidrólisis normal la proteína SERCA utiliza esta energía para mover iones de calcio dentro del retículo sarcoplásmico. Cuando la capsaicina está presente, altera la conformación de la SERCA y reduce así el movimiento iónico. Como resultado, la energía del ATP (que habría sido usada para bombear iones) se libera como calor.

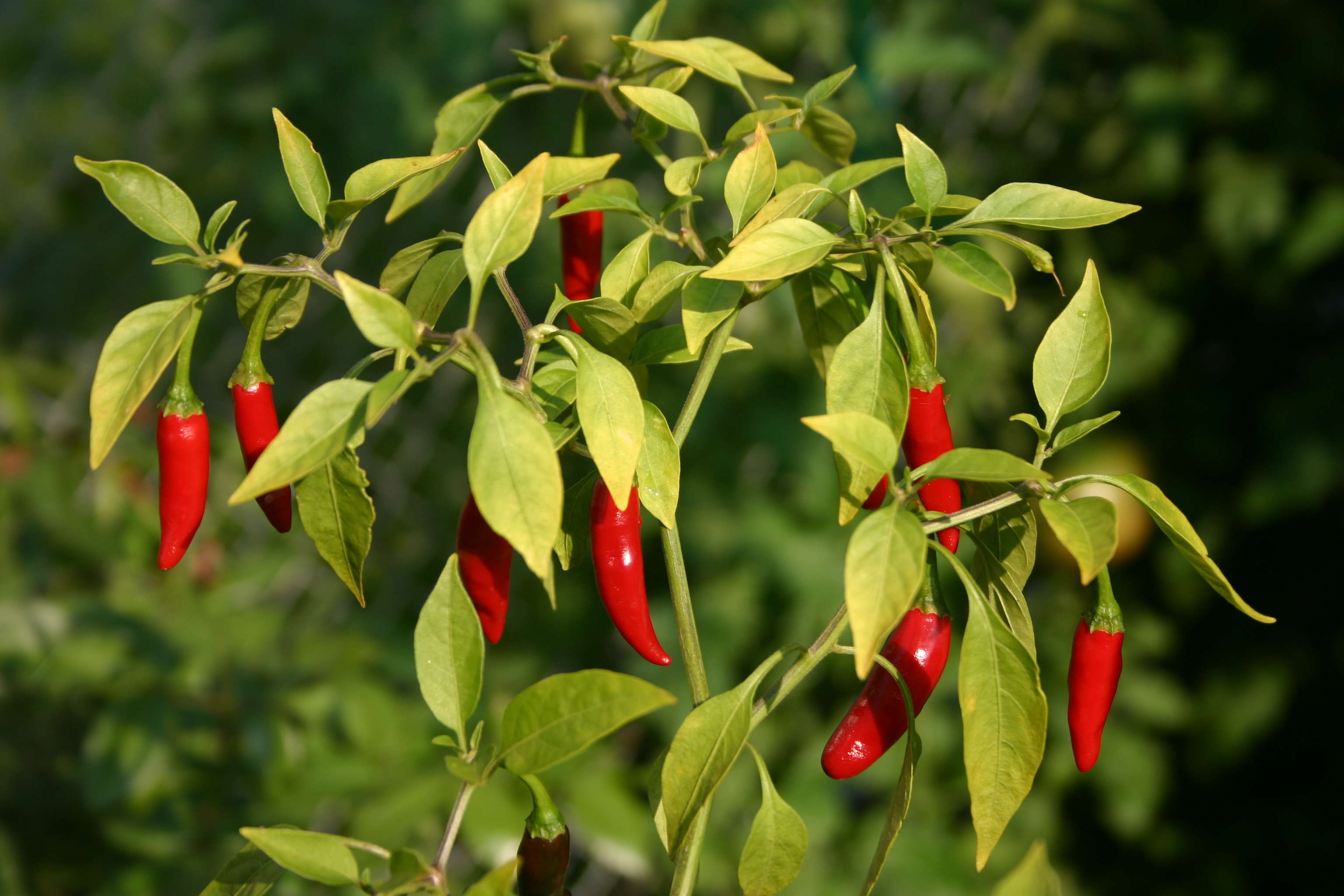
Chile ojo de pájaro, considerablemente fuerte para su tamaño.

La mayoría de los mamíferos encuentran esta sensación de calor y dolor desagradable. Sin embargo, los pájaros no tienen la misma sensibilidad a la capsaicina, que se acopla a un receptor de dolor específico de los mamíferos, de forma que los pájaros consumen aquellos ajíes que crecen en sus hábitats. Las semillas de estos pimientos son distribuidas por los pájaros, que las dejan caer al comer los frutos y pasan sin resultar dañadas por sus tractos digestivos. Esta relación puede haber fomentado la evolución de la capsaicina como mecanismo defensivo. Se han comercializado productos basados en esta sustancia para tratar las semillas destinadas a los comederos para aves contra ardillas y otras alimañas sin afectar a los pájaros. La capsaicina también es un mecanismo defensivo contra los hongos microbiales que entran por picaduras hechas en la piel por diversos insectos.

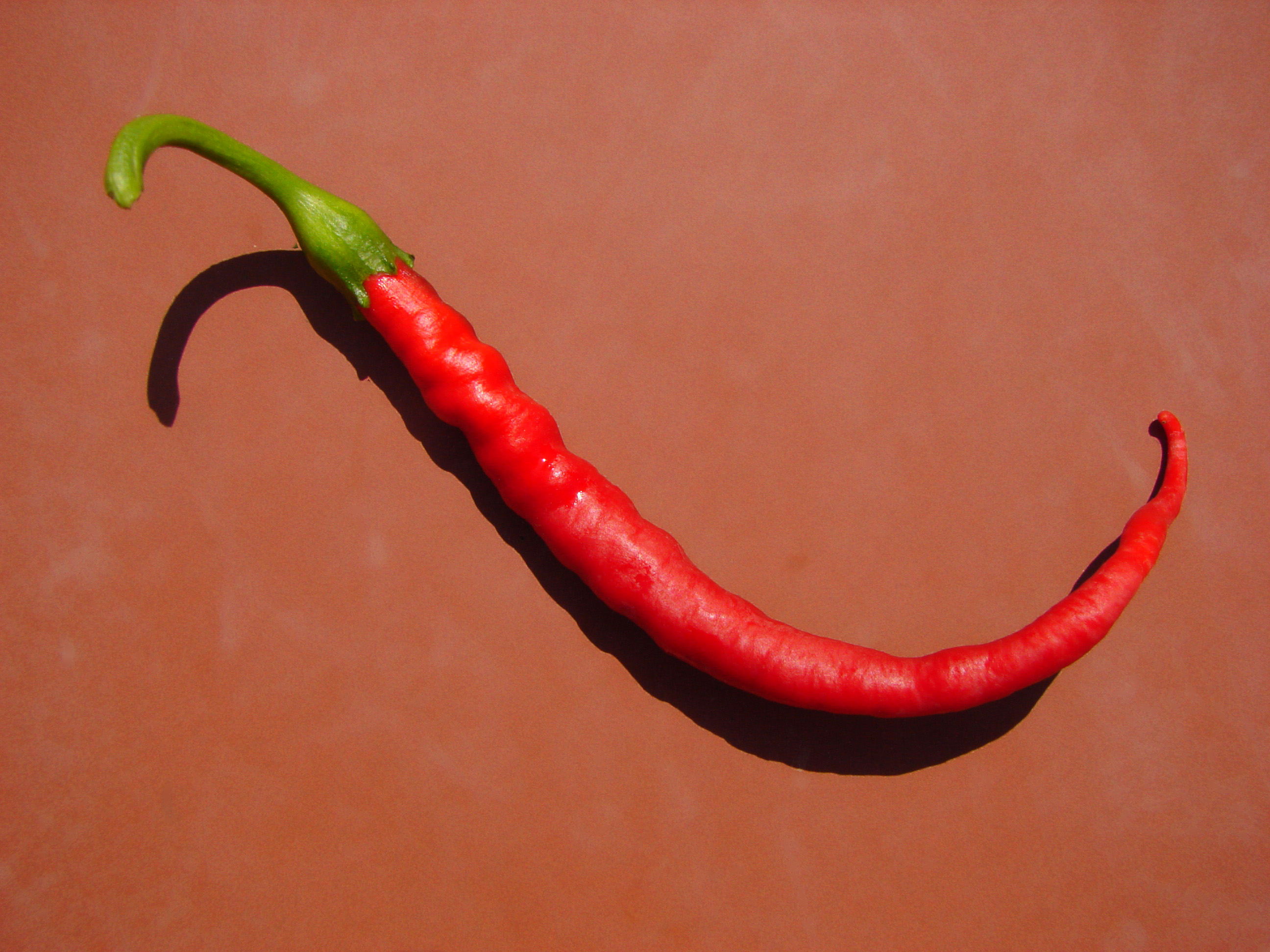
Kırmızı sivri biber («piparra» roja turca)

La intensidad del picor de los ajíes o chiles se mide en unidades Scoville (SHU por el nombre en inglés, Scoville heat unit), que es el número de veces que un extracto de ají o chile debe diluirse en agua azucarada para dejar de ser percibido. Los pimientos morrones tienen 0 SHU, los chiles verdes de Nuevo México unos 1500 SHU, los jalapeños 3000-6000 SHU y los habaneros 300 000 SHU. El chile o ají más picante es el «Pepper X», una variedad de la especie Capsicum chinense que llega a 1 463 700 SHU, superando las 1 382 112 SHU del «Dragon's Breath».
A título de comparación, la capsaicina pura —que es un compuesto alcaloide hidrófobo, incoloro, inodoro y sólido, y que es cristalino a ceroso a temperatura ambiente— tiene 16 000 000 SHU.

## Producción

### 2011
Pimientos secos, año 2011, en toneladas.
- India: 1 445 950
- China: 282 342
- Pakistán: 202 934
- Perú: 171 929
- Tailandia: 139 322
- Birmania: 124 321
- Bangladés: 108 676
- Vietnam: 90 001
- Ghana: 88 000
- Turquía: 65 221
- Egipto: 62 345
- México: 59 189
- Etiopía: 52 965
- Rumanía: 47 690
- República del Congo: 39 456
- Marruecos: 28 222
- Benín: 28 000
- Costa de Marfil: 27 759
- Hungría: 27 238
- Argentina: 26 906

## Usos

### Gastronomía

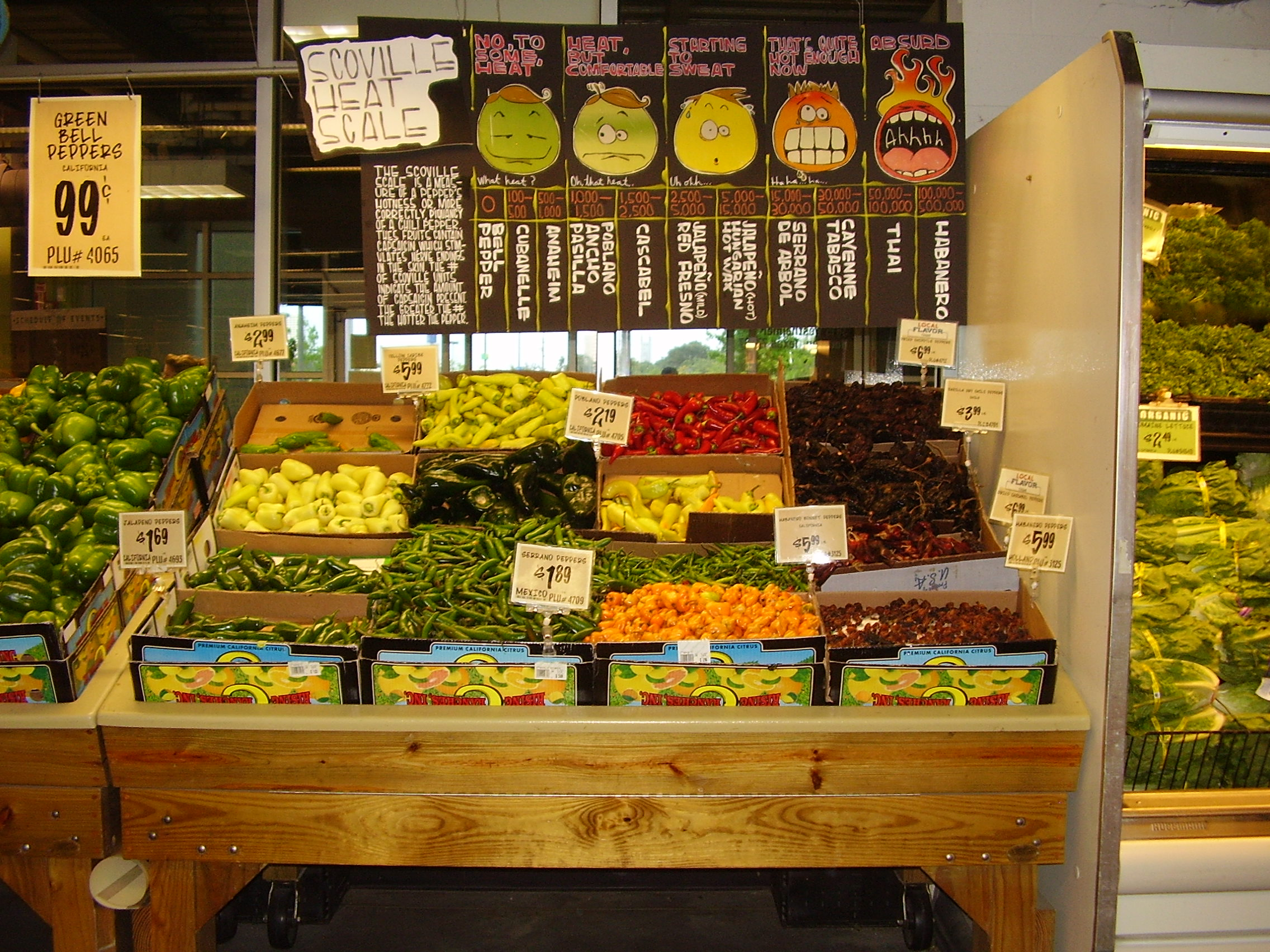
Mostrador con ajíes picantes a la venta (H-E-B, Mercado Central, Houston, Estados Unidos).

Los ajíes o chiles tienen un uso muy extendido como condimento. En Mesoamérica se empleaban en la preparación del cacao caliente y son la base de diversos platillos de origen prehispánico, conocidos con el nombre genérico de mole. Actualmente se consumen frescos, fritos o asados, en conserva y en polvo, triturando o moliéndolos cuando están secos. Es un ingrediente tradicional en las cocinas de México, el Caribe, Tailandia, Perú y Bolivia (en la zona andina, el término «ají» se usa también como término genérico para cierto tipo de guiso semejante al ajiaco). Es un ingrediente muy utilizado en la gastronomía de diferentes países de América del Sur para preparar pebres, un condimento mapuche llamado merkén, la salsa rioplatense chimichurri, los locros, la salsa criolla, parte del relleno de la mayoría de las empanadas, adobos para pizzas y tucos, tanto por su sabor picante como para dar color a los platos.
Una vez aclimatado en Europa, se volvió costumbre secar y moler el pimiento morrón y usarlo para condimentar y colorear diferentes clases de embutidos y platos. Los españoles lo llamaron pimentón —que puede ser «dulce» o «picante»—; en Estados Unidos y en zonas de Latinoamérica (donde el «pimentón» es el fruto fresco) se usa la palabra húngara paprika, en francés piments doux, en italiano peperone, en alemán y holandés también se emplea la palabra húngara paprika y, en la cocina húngara, se utiliza abundantemente la paprika, sobre todo picante, para condimentar el gulash y salchichas, y está considerada como la «especia nacional» en dicho país.
El uso del pimentón, tanto dulce como picante, está muy extendido en España para la preparación de ciertos embutidos tradicionales, tales como los chorizos, las chistorras y la sobrasada.
Es igualmente un condimento muy difundido en el Magreb, en particular un puré de pimientos rojos secos llamado harissa (هريسة) originario de Túnez y muy usado, en particular con el renombrado cuscús, plato tradicional típico de la cocina de esta región.
Los ajíes llegaron al Sudeste Asiático debido al comercio con América (véase: Intercambio Colombino). Algunos cultivares de ají que se originaron en Asia son el labuyo y el mahaba en Filipinas y el chile ojo de pájaro o tailandés, consumido en Tailandia, Camboya, Laos, Vietnam, Malasia, Singapur e Indonesia.

### Medicina
Otra característica de la capsaicina que contienen la mayoría de variedades de ají o chile es que puede adormecer la región de la epidermis en la que se deposita, de forma que se aplica en forma de tópicos sobre la piel para hacer desaparecer el dolor en pacientes de artritis, herpes zóster, neuropatía diabética, mastectomía y cefalea.
Estudios realizados en 2007 han aislado la molécula QX-314, que tiene la propiedad de atravesar la pared celular de las neuronas receptoras del dolor y desinervarlas, inhibiendo así totalmente cualquier sensación, sin afectar el funcionamiento de las demás neuronas. Por este motivo puede utilizarse como un anestésico que no adormece ni entumece, estando indicada para afecciones con dolor crónico o para situaciones de dolor agudo (como en inyecciones epidurales durante los partos difíciles).
El ají o chile promueve también la buena digestión debido a que aumenta la producción de saliva y jugos gástricos.

### Protección de cultivos
Los granjeros de África y del subcontinente indio utilizan al ají o chile para defender los cultivos de los elefantes. Estos se untan sobre las vallas y otras estructuras para mantener lejos a los elefantes, ya que tienen un olfato muy sensible que les permite olerlos, ahuyentándolos. Esto minimiza la posibilidad de peligrosos enfrentamientos entre personas y elefantes.

### Defensa personal
La capsaicina extraída de los ajíes se emplea en la preparación de un aerosol como arma no letal.

## Valores nutricionales
Los ajíes o chiles rojos contienen grandes cantidades de vitamina C y caroteno (provitamina A). Los ajíes amarillos y especialmente los verdes (que son esencialmente frutos no maduros) contienen cantidades considerablemente menores de ambas sustancias. Además, son una buena fuente de la mayoría de las vitaminas B, especialmente de la B6. Son muy ricos en potasio y ricos en magnesio y hierro. Su alto contenido en vitamina C también puede incrementar sustancialmente la absorción de hierro no hemo de otros ingredientes de la comida, como legumbres y cereales.

## En la cultura popular
- Un personaje de un chile antropomorfo con bigote, un sombrero (que recuerda a los usados típicamente en la revolución mexicana) y un balón de fútbol en su pie derecho llamado «Pique» fue escogido como mascota de la Copa Mundial de Fútbol México 1986.